# Euroseries 3000 2007
Les Euroseries 3000 2007 ont été remportés par le pilote italien Davide Rigon sur une monoplace de l'écurie Minardi by GP Racing. 

## Règlement
- L'attribution des points s'effectue selon les barèmes suivants : 10,8,6,5,4,3,2,1 pour la première course et 6,5,4,3,2,1 pour la deuxième course.

## Courses de la saison 2007
| Date        | Lieu              | Vainqueur              | Nationalité | Equipe               |
| 22 avril    | Vallelunga        | Oliver Martini         | Italie      | RC Motorsport        |
| 22 avril    | Vallelunga        | Alx Danielsson         | Suède       | ELK Motorsport       |
| 17 juin     | Hungaroring       | Pastor Maldonado       | Venezuela   | G-Tec                |
| 17 juin     | Hungaroring       | Oliver Martini         | Italie      | RC Motorsport        |
| 15 juillet  | Magny-Cours       | Davide Rigon           | Italie      | Minardi by GP Racing |
| 15 juillet  | Magny-Cours       | Diego Nunes            | Brésil      | Minardi by GP Racing |
| 22 juillet  | Mugello           | Davide Rigon           | Italie      | Minardi by GP Racing |
| 22 juillet  | Mugello           | Diego Nunes            | Brésil      | Minardi by GP Racing |
| 26 août     | Nürburgring       | Davide Rigon           | Italie      | Minardi by GP Racing |
| 26 août     | Nürburgring       | Manuel Saez Merino Jr. | Espagne     | ELK Motorsport       |
| 14 octobre  | Spa-Francorchamps | Giacomo Ricci          | Italie      | G-Tec                |
| 14 octobre  | Spa-Francorchamps | Diego Nunes            | Brésil      | Minardi by GP Racing |
| 21 octobre  | Monza             | Davide Rigon           | Italie      | Minardi by GP Racing |
| 21 octobre  | Monza             | Davide Rigon           | Italie      | Minardi by GP Racing |
| 11 novembre | Barcelone         | Diego Nunes            | Brésil      | Minardi by GP Racing |
| 11 novembre | Barcelone         | Giacomo Ricci          | Italie      | ELK Motorsport       |

## Classement des pilotes
| Classement | Pilote                 | Pays           | Equipe                           | Nombre de points |
| ---------- | ---------------------- | -------------- | -------------------------------- | ---------------- |
| 1er        | Davide Rigon           | Italie         | Minardi by GP Racing             | 108              |
| 2e         | Diego Nunes            | Brésil         | Minardi by GP Racing             | 77               |
| 3e         | Luiz Razia             | Brésil         | FMS International ELK Motorsport | 57               |
| 4e         | Oliver Martini         | Italie         | RC Motorsport                    | 39               |
| 5e         | Giacomo Ricci          | Italie         | ELK Motorsport G-Tec             | 37               |
| 6e         | Alx Danielsson         | Suède          | ELK Motorsport                   | 32               |
| 7e         | Vladimir Arabadzhiev   | Bulgarie       | Auto Sport Racing                | 23               |
| 8e         | Sebastian Merchan      | Équateur       | ELK Motorsport                   | 16               |
| 9e         | Kasper Andersen        | Danemark       | G-Tec                            | 23               |
| 10e        | Omar Leal              | Colombie       | Durango                          | 14               |
| 11e        | Pastor Maldonado       | Venezuela      | G-Tec                            | 12               |
| 12e        | Manuel Saez Merino Jr. | Espagne        | ELK Motorsport                   | 11               |
| 13e        | Jason Tahincioglu      | Turquie        | G-Tec                            | 9                |
| 14e        | Mehdi Bennani          | Maroc          | ELK Motorsport                   | 9                |
| 15e        | Ananda Mikola          | Indonésie      | G-Tec                            | 8                |
| 16e        | Jimmy Auby             | Afrique du Sud | Auto Sport Racing                | 7                |
| 17e        | Tuka Rocha             | Brésil         | ELK Motorsport                   | 6                |
| 18e        | Celso Miguez           | Espagne        | G-Tec                            | 6                |
| 19e        | Martin Kudzak          | Suède          | G-Tec                            | 5                |
| 20e        | Johnny Cecotto Jr.     | Venezuela      | ELK Motorsport                   | 4                |
| 21e        | Emilio de Villota Jr.  | Espagne        | ELK Motorsport                   | 3                |
| 22e        | Francesco Dracone      | Italie         | Auto Sport Racing 2G Racing      | 2                |
| 23e        | Giandomenico Sposito   | Italie         | G-Tec                            | 2                |